# نشان سربلندی
نشان سربلندی (انگلیسی: Order of Glory) یکی از نشان‌های افتخار در ایران است.

## نشان
این نشان دایره ای شکل که یک نوع و از جمله نشان‌های خدمتی بود و به پاس خدمات و فداکاری‌ها به بازماندگان شهداء و در گذشته در راه انجام وظیفه نیروهای مسلح (افسران، درجه داران، افراد کارمندان غیرنظامی و همچنین غیرارتشیانی که در همکاری با نیروهای مسلح شاهنشاهی در می‌گذشتند) اعطاء می‌گردید.
این نشان پس از انقلاب ۱۳۵۷ ایران نیز در نیروهای مسلح جمهوری اسلامی ایران با حذف نشان تاج پهلوی از روی روبان آن به کار گرفته شد.